# 史蒂夫·哈里斯
史蒂文·德韦恩·哈里斯（英語：Steven Dwayne Harris，1963年10月15日—2016年2月22日），美国NBA联盟前职业篮球运动员。他在1985年的NBA选秀中第1轮第19顺位被休斯顿火箭选中。